# Gina Lopez
Gina Lopez (nata Regina Paz La'o Lopez; Manila, 27 dicembre 1953 – Makati, 19 agosto 2019) è stata un'ambientalista e filantropa filippina, dal giugno 2016 al maggio 2017 Segretario ad interim del Dipartimento dell'Ambiente e delle Risorse naturali delle Filippine (DENR) sotto il presidente Rodrigo Duterte. È stata anche presidente della Commissione per la riabilitazione del fiume Pasig sotto due amministrazioni consecutive, missionaria dello yoga per il movimento religioso Ananda Marga e pioniera della responsabilità sociale delle imprese.

## Biografia
Gina era la figlia del presidente emerito dell'ABS-CBN Eugenio Lopez Jr. di Iloilo e Conchita La'o di Manila. Aveva sei fratelli. Lopez ha studiato all'Assumption College di Worcester e al Newton College of the Sacred Heart di Boston (che è stato successivamente integrato nel Boston College). Sebbene non avesse conseguito una laurea, ottenne  un master in Development Management presso l'Asian Institute of Management.

## Coinvolgimento civico

### In India, Africa e Portogallo
Dopo aver studiato negli Stati Uniti, Lopez lasciò la sua vita privilegiata di Manila per diventare una missionaria yoga vivendo per vent'anni in Portogallo, India e Africa. Proprio in Africa incontrò il suo futuro marito da cui ebbe due figli. Come missionaria di yoga Ananda Marga, insegnò yoga e gestì scuole materne e orfanotrofi per bambini svantaggiati.  Visse tra la gente delle baraccopoli in Africa guidata dallo slogan "Il servizio all'umanità è servizio a Dio".
Quando tornò nelle Filippine, avvio programmi di responsabilità sociale d'impresa per l'ambiente e le comunità filippine. Diventò anche l'amministratore delegato della Fondazione ABS-CBN.
Avviò Bantay Bata 163, la prima hotline basata sui media del paese. Nel 1997, Bantay Bata ottenne il Grand Awardee for Excellence delle Nazioni Unite, superando 187 paesi di tutto il mondo. Fondò "Bantay Kalikasan", per il quale ricevette nel 1997 l'International Public Relations Award of Excellence for the Environment e nel 2009 il Manilans Award for the Environment.

### Scuole e piccole imprese
Produsse anche programmi televisivi educativi su scienza, matematica, valori, storia e inglese per le elementari e letteratura filippina per le scuole superiori. Per Sine'skwela, Lopez fu insignita del Kalinga Award dell'UNESCO, la prima asiatica del Sud-Est a ottenere tale riconoscimento.
Fu vicepresidente della ABS-CBN Bayan Foundation, che fornisce assistenza di microfinanza ai piccoli imprenditori. Fu anche presidente emerito della televisione per bambini del sud-est asiatico.

### Il fiume Pasig
Lopez avviò la riabilitazione del fiume Pasig e dei vicini corsi d'acqua urbani attraverso il progetto "Kapit Bisig para sa Ilog Pasig". Un tempo considerato l'ancora di salvezza della nazione filippina, il fiume Pasig è diventato uno dei sistemi fluviali più inquinati e tossici delle Filippine. Per i suoi sforzi nella riabilitazione del fiume, Lopez fu nominata nel 2010, dal presidente Benigno Aquino III, presidente della Commissione per la riabilitazione del fiume Pasig. I suoi sforzi nella commissione portarono a una rivoluzione di riabilitazione del fiume che ripulì  numerosi affluenti nel sistema fluviale del Pasig. Fu anche responsabile del rimboschimento della riserva di La Mesa Watershed, l'ultima zona forestale rimasta a Metro Manila.
Lopez organizzò Bayanijuan ("Paese di Juan") e lanciò il movimento Save Palawan insieme alle sue organizzazioni partner raccogliendo 7 milioni di firme per una petizione per la protezione delle aree chiave della biodiversità e contro l'attività mineraria.  Lopez fu una forte sostenitrice dell'anti-estrazione mineraria, nota per la sua posizione contro l'attività mineraria su larga scala nella provincia di Palawan. Sostenne il movimento "No Mining In Palawan" e si oppose all'uso di combustibili fossili come fonti di energia e all'estrazione del carbone.

## Segretario per l'Ambiente
Durante una visita di cortesia con il presidente Rodrigo Duterte a Davao City, Lopez tenne una conferenza sull'ambiente e sulla necessità di una migliore politica ambientale nazionale. Duterte le chiese poi di ricoprire l'incarico di Segretario per l'Ambiente nel suo governo. Pochi giorni dopo, lei fu nominata dal presidente a capo del Dipartimento dell'ambiente e delle risorse naturali o DENR. Fu passata "alla griglia" dai social media per il suo cognome, Lopez, legato a quello del magnate degli affari filippino.
Lei si mise subito al lavoro. Verificò tutti i siti e le aziende minerarie dell'intero paese e tolse i certificati ambientali a una parte dell'industria mineraria (la metà a quella per l'estrazione del nichel) a causa di massicce violazioni contro l'ambiente e la legge. Fu la prima volta che un Segretario all'Ambiente ricorse a quella soluzione. Ciò portò a una massiccia dimostrazione pubblica di sostegno al lavoro di Lopez come Segretario del DENR e alle sue scuse per le accuse subite sui social media.

### Contraria all'estrazione mineraria
Tra i molti certificati rimossi c'erano anche quelli per le società minerarie che effettuano operazioni nell'isola di Semirara (un'area chiave per la biodiversità) ad Antique, Eastern Samar, Surigao del Sur  che ospita le comunità indigene Lumad, e Regione amministrativa della Cordillera, il crogiolo degli indigeni del nord di Luzon. Lopez sostenne un'energia rinnovabile al 100% nelle Filippine e si oppose con veemenza all'estrazione mineraria affermando: "Le Filippine non hanno bisogno dell'estrazione mineraria". Il suo sentimento anti-minerario fu sostenuto da anni di ricerca filippina sull'estrazione mineraria, sia dal punto di vista ecologico che economico. Affermò  che non ci saranno operazioni minerarie di alcun tipo a Palawan, popolarmente conosciuta come l'ultima frontiera ecologica del paese. In meno di 2 mesi, verificò tutte le società minerarie di Luzon, Visayas e Mindanao. 

### A favore delle popolazioni indigene
Fu anche una sostenitrice delle popolazioni indigene (IP). Istituì immediatamente forum per le consultazioni tra il DENR e il settore delle popolazioni indigene nelle Filippine, la prima volta effettuata da un Segretario del DENR. Creò anche la prima hotline pubblica del DENR in cui il pubblico poteva segnalare tutte le violazioni ambientali di qualsiasi entità nel paese direttamente al DENR e al suo ufficio. Fu contro l'energia nucleare a causa di anni di ricerca in materia. La centrale nucleare di Bataan contribuirà solo per meno dello 0,5% alla rete energetica nazionale quando sarà operativa e i suoi costi saranno molto più elevati, rendendola insostenibile. Preferì la creazione di più centrali eoliche e solari, enormemente più economiche e sostenibili a lungo termine, e la possibile cooperazione delle Filippine e dell'Australia per stabilire le centrali energetiche della prima ondata in Asia. Le Filippine si trovano al centro della cintura dei tifoni del Pacifico, che le espone ai venti e alle onde più forti del pianeta.
In un annuncio pubblico, Lopez disse che anche tutte le zone cuscinetto nelle aree protette del paese saranno rivitalizzate al loro stato naturale. Pensò all'istituzione di numerose aree protette nel paese come il West Panay Mountain Range National Park e dichiarò che l'UP Arboretum sarebbe diventato un paradiso ecologico in cui i coloni informali della zona saranno i partner per il suo sviluppo. Le sue politiche ambientali furono molto criticate da alcune grandi iniziative imprenditoriali e da legislatori favorevoli alle attività minerarie (suo padre possiede una delle più grandi aziende del paese), ma furono sostenute da numerose ONG ambientali e per i diritti umani. In un sondaggio, i filippini sostennero a larga maggioranza la politica ambientale di Lopez. Da allora lei fu definita un simbolo e 
una sostenitrice della conservazione ambientale nel paese.

### Bocciata la sua nomina
La nomina di Lopez a Segretario all'ambiente venne respinta dalla Commissione per le nomine (CA) con un voto di 8-16 il 3 maggio 2017. Tra i motivi: le sue controversie politiche e la sua presunta incompetenza.  Fu il secondo membro del gabinetto del presidente Rodrigo Duterte a essere respinto dalla Commissione per le nomine dopo l'ex segretario del Dipartimento degli affari esteri Perfecto Yasay. In una conferenza stampa dopo l'annuncio della bocciatura, la Lopez ringraziò gli otto membri dell'AC che "hanno votato secondo coscienza" ed esortò i legislatori a prendersi cura dei bisogni dei poveri e non delle grandi imprese. Dichiarò: "È un peccato che l'interesse commerciale abbia effettivamente funzionato". E aggiunse; "Se il governo coopta le grandi imprese, allora che speranza hanno i poveri? Che messaggio stiamo dando? Se vuoi essere confermato, non andare contro le grandi imprese".

### Ritorno all'attivismo pubblico
Il 4 giugno 2017 Lopez presentò in anteprima uno spettacolo ambientale su ABS-CBN, intitolato G Diaries. Lo spettacolo, incentrato sulla conservazione e le innovazioni ambientali, venne anche presentato in anteprima su ANC grazie ai suoi alti voti.
È stata la prima filippina a ricevere il prestigioso Seacology Prize il 5 ottobre 2017 a Berkeley, in California. Il premio affermava che Lopez "ha dimostrato risultati eccezionali nel preservare gli ambienti e la cultura dell'isola" e "ha mostrato la visione e il coraggio che il Premio Seacology intende onorare. Ha combattuto per l'ambiente delle Filippine e ha dato alle comunità insulari una voce nelle decisioni che riguardano le loro risorse naturali e le loro vite”. È stata anche citata per aver stabilito le prime consultazioni in assoluto tra il governo e i gruppi indigeni nelle Filippine e per aver vietato l'estrazione mineraria a cielo aperto.
Nello stesso mese di ottobre, Lopez condusse una campagna contro la possibile revoca del divieto di estrazione mineraria a cielo aperto, da lei istituito quando era Segretario del DENR. Il neo Segretario del DENR, Roy Cimatu, sostenne la revoca del divieto, provocando indignazione da parte delle organizzazioni ambientaliste. La revoca del divieto fu infine sostenuta anche dal presidente Duterte, nonostante lo avesse condiviso all'inizio del 2017. Il 24 ottobre, il divieto fu ufficialmente revocato dal Consiglio di coordinamento dell'industria mineraria (MICC), una commissione che sosteneva l'estrazione mineraria nelle Filippine. Anche 26 accordi minerari interrotti da Lopez furono inviati da Cimatu al MICC per una valutazione.

### La morte
A Lopez venne diagnosticato un cancro al cervello. Morì per insufficienza multiorgano correlata alla malattia al Makati Medical Center il 19 agosto 2019, all'età di 65 anni.
Nel febbraio 2020, l'ABS-CBN Foundation Building è stato ribattezzato Gina Lopez Building in suo onore.

## Nella cultura popolare
Lopez è stata interpretata da Paula Peralejo nel film del 1995 Eskapo.

## Vita privata
È stata sposata con Sona Roy conosciuto quando era in Africa. I due in seguito divorziarono. Due i figli: Roberto "Bobby" Roy e Benjamin "Ben" Roy.